# Morton Casa de Subastas
Morton Casa de Subastas abrió sus puertas en 1988 como galería de antigüedades. En ese mismo año realizaron su primera subasta. Desde entonces, han pasado por el Salón las mejores colecciones de arte y antigüedades, que ahora están con coleccionistas particulares y en museos de México y del extranjero.
Tienen especialistas en las áreas de Antigüedades, Arte Moderno y Contemporáneo, Joyería, Libros y Documentos Antiguos y Contemporáneos y Arte Decorativo.
En esta importante casa de subastas se han movido piezas de artistas de nombre internacional e importancia histórica como Salvador Dalí, Diego Rivera, Frida Kahlo, David Alfaro Siqueiros, José Luis Cuevas, Andy Warhol, Rufino Tamayo, Joaquín Sorolla y Bastida y Pablo Picasso entre muchos otros.
En la escultura, se han subastado piezas de Enrique Carbajal "Sebastian", Carol Miller, Jorge Marín, Juan Fernando Olaguíbel y muchos más.
Institutos y museos han recurrido a los servicios de Morton para hacerse de sus acervos.  Varias veces las piezas subastadas han terminado en colecciones de Conaculta, SEP, INAH, y otros para ser exhibidos en museos importantes como patrimonio nacional.
Además de la Ciudad de México, Morton tiene una sede en los Estados Unidos con Morton Kuehnert ubicada en Houston, Texas. 
El prestigio que ha alcanzado esta casa de subastas es gracias a su buen servicio y a las piezas únicas que serían casi imposibles de conseguir o saber de su existencia, como antigüedades de Egipto, India, China, Grecia y Rusia, por ejemplo.  O los documentos originales firmados por personajes históricos como Miguel Hidalgo y Costilla o los presidentes Álvaro Obregón y Lázaro Cárdenas, entre otros. Igualmente que joyería de primer nivel en diamantes, rubíes, esmeraldas, platino, oro y demás piedras y metales preciosos.
Cada semana se pueden encontrar diferentes colecciones a subastar.